# Base des Forces canadiennes Cold Lake
Pour les articles homonymes, voir Cold Lake.
La base des Forces canadienne (BFC) Cold Lake est une base des Forces canadiennes située à Cold Lake en Alberta. Elle est sous le commandement de l'Aviation royale canadienne et l'une des deux bases au Canada hébergeant le chasseur CF-18 Hornet. La 4e Escadre Cold Lake est la principale unité occupant la base. Le terminal est nommé officiellement Cold Lake/Group Captain R.W. McNair Airport. L'utilisation internationale de l'aéroport est réservée exclusivement aux aéronefs militaires. Le terminal comprend également une section civile à l'une de ses extrémités utilisée régulièrement pour des vols civils prévus reliant Cold Lake à Calgary. Le trafic aérien non programmé est généralement envoyé à l'aéroport régional de Cold Lake.